# Pycnocryptodes insinuator
Pycnocryptodes insinuator är en stekelart som först beskrevs av Johann Ludwig Christian Gravenhorst 1829.  Pycnocryptodes insinuator ingår i släktet Pycnocryptodes och familjen brokparasitsteklar. Inga underarter finns listade i Catalogue of Life.